# مدینا د پمار
مدینا د پمار (به اسپانیایی: Medina de Pomar) یک شهرستان در اسپانیا است.